# Pedro Obiang
Pedro Obiang (Alcalá de Henares, 27 maart 1992) is een Spaans voetballer die doorgaans als middenvelder speelt. Hij tekende in juli 2019 bij US Sassuolo, dat hem overnam van West Ham United. Obiang debuteerde in 2018 in het Equatoriaal-Guinees voetbalelftal.

## Clubcarrière
Obiang verkaste op zijn zestiende van Atlético Madrid naar Sampdoria. Op 12 september 2010 maakte hij zijn opwachting in de Serie A in het Olympisch Stadion tegen Juventus. Op 16 december 2010 maakte de Spanjaard zijn Europees debuut in de UEFA Europa League tegen Debreceni VSC. In zijn debuutseizoen kwam hij tot een totaal van vier competitiewedstrijden. Tijdens het seizoen 2011/12 speelde de middenvelder met Sampdoria één jaar in de Serie B. Op 27 januari 2013 maakte hij zijn eerste treffer tegen Pescara Calcio. Op 10 juni 2015 verruilde hij UC Sampdoria voor West Ham United.

## Clubstatistieken
| Seizoen | Club            | Competitie     | Wedstrijden | Goals |
| ------- | --------------- | -------------- | ----------- | ----- |
| 2010/11 | Sampdoria       | Serie A        | 4           | 0     |
| 2011/12 | Sampdoria       | Serie B        | 33          | 0     |
| 2012/13 | Sampdoria       | Serie A        | 34          | 1     |
| 2013/14 | Sampdoria       | Serie A        | 27          | 0     |
| 2014/15 | Sampdoria       | Serie A        | 34          | 3     |
| 2015/16 | West Ham United | Premier League | 24          | 0     |
| 2016/17 | West Ham United | Premier League | 22          | 1     |
| 2017/18 | West Ham United | Premier League | 21          | 2     |
| 2018/19 | West Ham United | Premier League | 24          | 0     |
| 2019/20 | US Sassuolo     | Serie A        | 25          | 1     |
| 2020/21 | US Sassuolo     | Serie A        | 33          | 0     |
| 2021/22 | US Sassuolo     | Serie A        | 0           | 0     |
| 2022/23 | US Sassuolo     | Serie A        | 17          | 0     |
| 2023/24 | US Sassuolo     | Serie A        | 1           | 0     |
| Totaal  | Totaal          | Totaal         | 299         | 8     |

## Interlandcarrière
Obiang speelde voor Spanje –17, Spanje –19 en Spanje –21. In november 2011 werd hij opgeroepen voor Gabon –20, voor een wedstrijd tegen China –20, maar hij speelde niet. Obiang debuteerde op 17 november 2018 in het Equatoriaal-Guinees voetbalelftal, in een met 0–1 verloren kwalificatiewedstrijd voor het Afrikaans kampioenschap 2019 tegen Senegal. Vijf dagen later maakte hij zijn eerste doelpunt voor de nationale ploeg. Hij maakte toen de 1–4 in een met diezelfde cijfers gewonnen kwalificatiewedstrijd in en tegen Soedan.